# Laodika (córka Mitrydatesa II z Pontu)
Laodika (gr. Λαοδίκη, Laodíkē) – córka króla Pontu Mitrydatesa II i królowej Laodiki, córki króla państwa Seleucydów Antiocha II Theosa i jego pierwszej żony Laodiki I.

## Życiorys
Laodika przed małżeństwem przebywała u Selgeów, mieszkańców Pizydii (obecna część Turcji), pod opieką Logbasisa, obywatela tego miejsca, który otrzymał ją od przyjaciela Antiocha Hieraksa oraz wychowywał jak własną córkę. Laodika później poślubiła krewnego Achajosa, pretendenta do tronu państwa Seleucydów. Miała siostrę Laodikę III, żonę Antiocha III Wielkiego, króla państwa Seleucydów. W r. 221 p.n.e. mąż Achajos po ogłoszeniu się królem, objął na kilka lat władzę nad Anatolią. W r. 213 p.n.e. Antiochowi III udało się w końcu odebrać Achajosowi niemal wszystkie terytoria, a jego samego zamknąć w oblężeniu Sardes. Zamek był dobrze umocniony, ale Achajos dał się podstępnie złapać w pułapkę i został wydany w ręce króla, który go skazał na śmierć. Antioch nadal oblegał zamek, by go zdobyć. Oblężeni podzielili się na dwa obozy i jedni przyłączyli się do Ariobazosa, a drudzy do Laodiki. Oba obozy, nie ufając względem siebie, postanowiły poddać się Antiochowi.